# Белоконь, Сергей Валерьевич
Сергей Валерьевич Белоконь (25 августа 1988, Москва) —МСМК ( Мастер Спорта Международного Класса) российский хоккеист — тафгай, левый нападающий.

## Карьера
Воспитанник московской школы «Крылья Советов». В 2004 году был приглашён во второй состав команды, а позже стал привлекаться и к основному составу. В 2008 году на полгода был командирован в хоккейный клуб «Рязань». После окончания сезона стал свободным агентом, расторгнув контракт с «Крыльями» по причине того, что на будущий сезон клуб заявил лишь молодёжную команду.
Подписал перед сезоном КХЛ 2009/10 долгосрочный контракт с чеховским «Витязем». В первом сезоне был признан лучшим новичком 3 недели чемпионата и лучшим новичком сентября 2009 года. Чередовал игры за основную и молодёжную команды.
Сезон 2010/2011 также стабильно провёл в составе «Витязя». Привлекался в молодёжную сборную России для участия в зимней Универсиаде 2011 года. Вместе со сборной завоевал золотые медали.
11 мая 2011 года перешёл в московский «Спартак».
Сезон ВХЛ 2012/2013 начал в составе тверского клуба ТХК.
31 января 2013 года перешёл в новосибирскую «Сибирь».
Сезон ВХЛ 2013/2014 провёл в составе альметьевского «Нефтяника».
Сезон ВХЛ 2014/2015 провёл в составе тагильского клуба «Спутник».
Свой последний сезон в профессиональной карьере провёл в составе казахстанского клуба «Сарыарка».

## Личные достижения
- Второе место на чемпионате России ВХЛ 2008—2009 Крылья Советов
- Лучший новичок 3 недели КХЛ 2009/2010
- Лучший новичок сентября КХЛ 2009/2010
- Чемпион зимней Универсиады 2011 года в составе Сборной России
- Третье место на чемпионате России ВХЛ 2015—2016 Сарыарка Караганда